# Ми (кана)
み в хирагане и ミ в катакане — символы японской каны, используемые для записи ровно одной моры. В системе Поливанова записывается кириллицей: «ми», в международном фонетическом алфавите звучание записывается: /mi/. В современном японском языке находится на тридцать втором месте в слоговой азбуке.

## Происхождение
み появился в результате упрощённого написания кандзи 美, а ミ произошёл от кандзи 三.

## Написание
|  |  |

## Коды символов вкодировках
- Юникод:
  - み: U+307F,
  - ミ: U+30DF.